# 小行星71461
小行星71461（71461 Chowmeeyee）是一颗绕太阳运转的小行星，为主小行星带小行星。该小行星于2000年1月28日由香港业余天文学家杨光宇发现。该小行星以发现者的中学同学周美儿（Chow Mee Yee, 1960-2005）命名。

## 轨道参数
小行星71461的轨道半长轴为3.0867786 UA，离心率为0.028。